# Kaiserwahl 1790

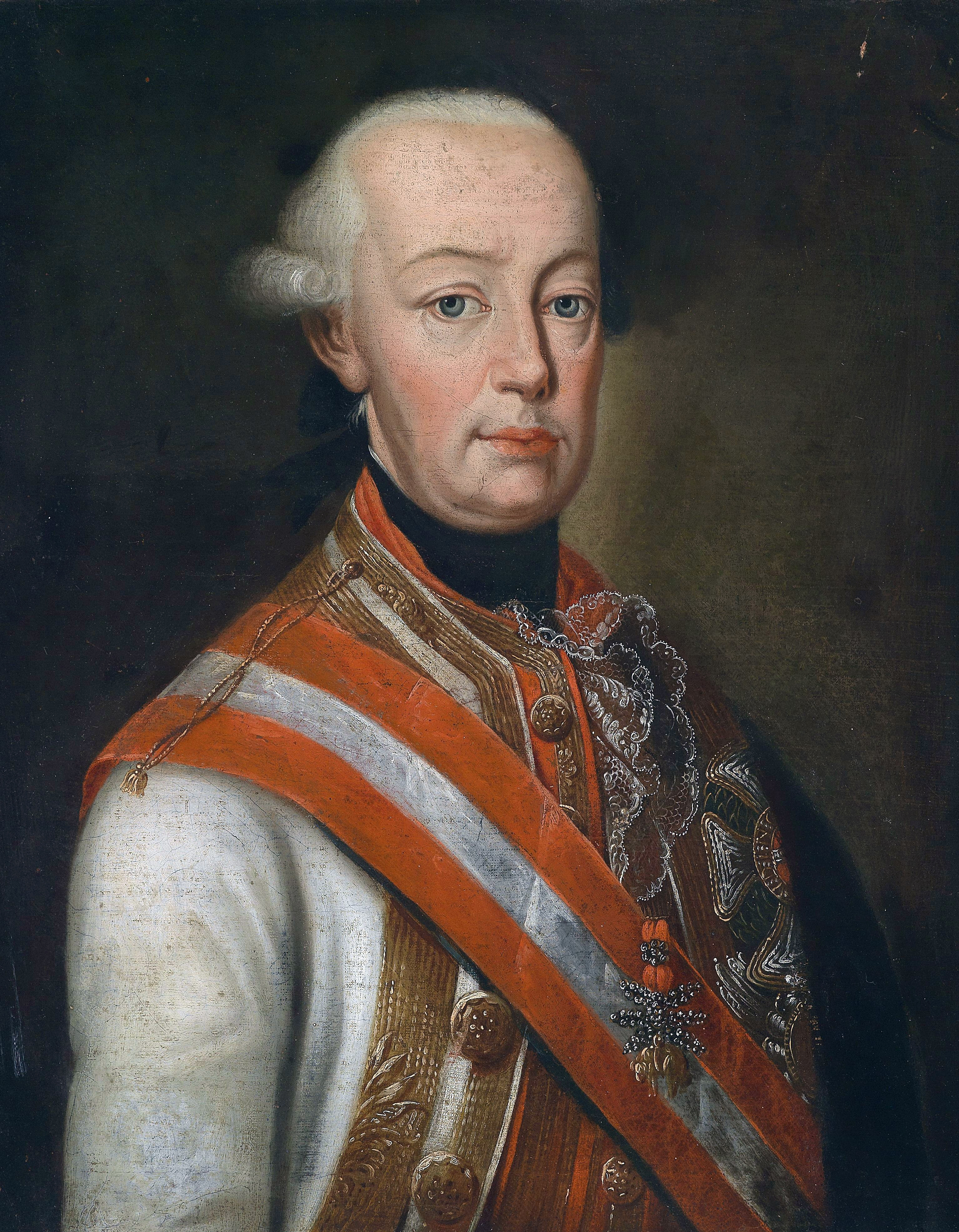
Leopold II., gewählt zum römisch-deutschen Kaiser am 30. September 1790

Die Kaiserwahl 1790 fand am 30. September 1790 in Frankfurt am Main statt und bestimmte Leopold aus dem Haus Habsburg zum neuen Römisch-deutschen Kaiser. Die Wahl folgte dem Tod seines Bruders Joseph II. am 20. Februar 1790. Sie war unumstritten; Leopold erhielt die einstimmige Unterstützung der wahlberechtigten Kurfürsten. Die Wahl fand im Kontext des Türkenkriegs und der beginnenden Französischen Revolution statt.

## Hintergrund
Das Heilige Römische Reich war eine Wahlmonarchie, deren Verfassung durch die Goldene Bulle von 1356 geregelt war. Diese bestimmte sieben Kurfürsten, welche den Römisch-deutschen König wählten, der in der Regel zum Kaiser gekrönt wurde.
Joseph II. starb am 20. Februar 1790 kinderlos. Während seiner Herrschaft führte er zahlreiche Reformen durch und war in den Türkenkrieg mit dem Osmanischen Reich verwickelt. Auch die sich entwickelnde Französische Revolution bereitete dem Reich politische Sorgen.
Sein Bruder Leopold, zu diesem Zeitpunkt Großherzog der Toskana, war der einzige Kandidat.

## Wahlberechtigte Kurfürsten
Die stimmberechtigten Kurfürsten im Jahr 1790 waren:
- Friedrich Karl Joseph von Erthal, Erzbischof von Mainz
- Clemens Wenzeslaus von Sachsen, Erzbischof von Trier
- Maximilian Franz von Österreich, Erzbischof von Köln
- Leopold, König von Böhmen
- Karl Theodor (Pfalz und Bayern), Kurfürst von Bayern
- Friedrich August I. (Sachsen), Kurfürst von Sachsen
- Friedrich Wilhelm II. (Preußen), Kurfürst von Brandenburg

## Wahlergebnis
Die Wahl fand am 30. September 1790 in Frankfurt statt. Leopold enthielt sich als König von Böhmen seiner Stimme, wie es die Tradition vorsah, um ein Patt zu vermeiden. Die verbleibenden sechs Kurfürsten wählten ihn einstimmig zum Kaiser. Die Krönung erfolgte am 9. Oktober 1790 in Frankfurt.
| Kurfürst                                      | Stimme  |
| --------------------------------------------- | ------- |
| Friedrich Karl Joseph von Erthal (Mainz)      | Leopold |
| Clemens Wenzeslaus von Sachsen (Trier)        | Leopold |
| Maximilian Franz von Österreich (Köln)        | Leopold |
| Karl Theodor (Pfalz und Bayern) (Bayern)      | Leopold |
| Friedrich August I. (Sachsen) (Sachsen)       | Leopold |
| Friedrich Wilhelm II. (Preußen) (Brandenburg) | Leopold |